# Onychopterocheilus ata
Onychopterocheilus ata är en stekelart som först beskrevs av Giordani Soika 1943.  Onychopterocheilus ata ingår i släktet Onychopterocheilus och familjen Eumenidae. Inga underarter finns listade i Catalogue of Life.